# Gunilla Marcus-Luboff
Gunilla Margareta Marcus-Luboff, född 29 maj 1936 i Stockholm, är en svensk TV-producent.
Efter studentexamen anställdes Marcus-Luboff av Sveriges Radio 1957 för programmet Juke Box. Hon arbetade därefter inom televisionen som skripta, produktionsassistent och TV-producent fram till 1975. Därefter var hon frilansjournalist och översatte visor. Åren 1989–1992 var hon distriktschef för SVT Växjö. År 1992 gav hon ut boken Den blå elden om konstnären Hertha Bengtson. Därefter verkade hon som journalist i USA.
Marcus-Luboff är dotter till arkitekten Cyril Marcus. Hon var gift med dirigenten Norman Luboff från 1973 fram till hans död 1987.